# Albumy numer jeden w roku 1945 (USA)
Lista najlepiej sprzedających się albumów w Stanach Zjednoczonych w 1945 tworzona przez magazyn Billboard.

## Historia notowania
| Data publikacji | Album           | Artysta                  |
| --------------- | --------------- | ------------------------ |
| 24 marca        | King Cole Trio  | King Cole Trio           |
| 31 marca        | King Cole Trio  | King Cole Trio           |
| 7 kwietnia      | King Cole Trio  | King Cole Trio           |
| 14 kwietnia     | Song of Norway  | Original Cast            |
| 21 kwietnia     | King Cole Trio  | King Cole Trio           |
| 28 kwietnia     | King Cole Trio  | King Cole Trio           |
| 5 maja          | Song of Norway  | Original Cast            |
| 12 maja         | Glenn Miller    | Glenn Miller z orkiestrą |
| 19 maja         | Glenn Miller    | Glenn Miller z orkiestrą |
| 19 maja         | King Cole Trio  | King Cole Trio           |
| 26 maja         | King Cole Trio  | King Cole Trio           |
| 2 czerwca       | King Cole Trio  | King Cole Trio           |
| 9 czerwca       | King Cole Trio  | King Cole Trio           |
| 16 czerwca      | King Cole Trio  | King Cole Trio           |
| 23 czerwca      | King Cole Trio  | King Cole Trio           |
| 30 czerwca      | Glenn Miller    | Glenn Miller z orkiestrą |
| 7 lipca         | Glenn Miller    | Glenn Miller z orkiestrą |
| 14 lipca        | Glenn Miller    | Glenn Miller z orkiestrą |
| 21 lipca        | Glenn Miller    | Glenn Miller z orkiestrą |
| 28 lipca        | Glenn Miller    | Glenn Miller z orkiestrą |
| 4 sierpnia      | King Cole Trio  | King Cole Trio           |
| 11 sierpnia     | Glenn Miller    | Glenn Miller z orkiestrą |
| 11 sierpnia     | Carousel        | Original Cast            |
| 18 sierpnia     | Carousel        | Original Cast            |
| 25 sierpnia     | Carousel        | Original Cast            |
| 1 września      | Carousel        | Original Cast            |
| 8 września      | Carousel        | Original Cast            |
| 15 września     | Carousel        | Original Cast            |
| 15 września     | Boogie Woogie   | Freddie Slack            |
| 22 września     | Boogie Woogie   | Freddie Slack            |
| 29 września     | Boogie Woogie   | Freddie Slack            |
| 6 października  | Boogie Woogie   | Freddie Slack            |
| 13 października | Boogie Woogie   | Freddie Slack            |
| 20 października | Going My Way    | Bing Crosby              |
| 27 października | Going My Way    | Bing Crosby              |
| 3 listopada     | Going My Way    | Bing Crosby              |
| 10 listopada    | Going My Way    | Bing Crosby              |
| 17 listopada    | Going My Way    | Bing Crosby              |
| 24 listopada    | Going My Way    | Bing Crosby              |
| 1 grudnia       | On The Moonbeam | Vaughn Monroe            |
| 8 grudnia       | Merry Christmas | Bing Crosby              |
| 15 grudnia      | Merry Christmas | Bing Crosby              |
| 22 grudnia      | Merry Christmas | Bing Crosby              |
| 29 grudnia      | Merry Christmas | Bing Crosby              |